# Gisèle Hountondji
Pour les articles homonymes, voir Hountondji.
Gisèle Hountondji, née le 19 juin 1954 à Cotonou, est une interprète de conférence-traductrice et femme de lettres du Bénin, considérée comme la « première femme béninoise écrivaine ». Elle est l'auteure d'une œuvre unique, le roman autobiographique Une citronnelle dans la neige (1986), qui met en scène ses années d'études en Europe, notamment à Paris, au travers d'expériences souvent vécues comme douloureuses.

## Biographie
Gisèle Léonie Hountondji est née le 19 juin 1954 à Cotonou. Soucieux de son éducation, son père, inspecteur des Chemins de fer, la confie à sa tante paternelle dont le mari est instituteur. Après une scolarité primaire à Paouignan, elle fréquente le cours secondaire Sainte Jeanne d'Arc d'Abomey entre 1965 et 1972 et y obtient son baccalauréat. Elle part à Paris pour des études supérieures à la Sorbonne (1973-1978) et effectue plusieurs séjours linguistiques à Londres (1977) et Madrid (1978). Titulaire d'une licence LEA (anglais-espagnol) et d'une maîtrise pratique bilingue (anglais-espagnol), elle complète sa formation avec des études d'interprétariat au Polytechnic of Central London. En 1983 elle y obtient un CAP d'interprète de conférence anglais-français. À partir de 1984 elle est traductrice au Centre béninois de la recherche scientifique et technique (CBRST).

## Œuvre

### Une citronnelle dans la neige
Gisèle Hountondji est l'auteure d'un unique ouvrage, Une citronnelle dans la neige qui fait date dans l'histoire de la littérature africaine. 

Certes, Kocoumbo, l'étudiant noir (1960) d'Aké Loba, Un Nègre à Paris (1959) de Bernard Dadié ou L'Aventure ambiguë (1961) de Cheikh Hamidou Kane avaient déjà abordé les déboires des étudiants africains à Paris, mais Gisèle Hountondji est la première à montrer ce que cela signifie que d’être femme et noire en France pendant les années 1970, après les indépendances des pays africains. 

Son père, admiratif de la culture française et soucieux de la réussite de sa fille, lui avait vanté la France comme une terre d'accueil, de liberté et de civilisation. Lorsque l'héroïne s'y rend en 1972 pour poursuivre ses études, elle découvre une réalité bien différente. Elle souffre des marques de mépris lorsqu'elle recherche un logement ou s'inscrit à un cours de danse, des humiliations auxquelles s'ajoute la déception amoureuse quand elle s'aperçoit qu'elle ne compte en rien pour le jeune Français avec lequel elle entretient une relation. La situation se dégrade lentement et la jeune femme, autrefois dynamique, perd pied et sombre dans la dépression.

Échaudée par son expérience, Gisèle Hountondji livre dans cet ouvrage un portrait sans concessions des Français. Selon Adrien Huannou, elle les perçoit comme « inhospitaliers, méprisants, brutaux et inhumains envers les Noirs et les Jaunes, égoïstes, ethnocentriques et prétentieux, racistes ». Même la science serait au service d'une idéologie raciste se manifestant jusque dans les amphithéâtres.

### Autres écrits
Gisèle Hountondji n'a pas publié d'autres livres et, à de multiples reprises, on l'interroge à sujet. Grande lectrice depuis l'enfance, mais désabusée, elle s'en explique ainsi : « Les Africains, surtout les Béninois, ne lisent pas ».
En revanche elle s'exprime plus volontiers à travers des textes courts, tel ce billet « Mettez-vous au goût du jour, Madame la négresse : exprimez-vous en français ! » publié dans Peuples Noirs, Peuples Africains en 1988.

En 1996, elle produit une nouvelle, Daniel. Au cours de l'année 2002, elle publie une série de chroniques dans le quotidien La Nouvelle Tribune, telles que Les bêtises de Napoléon, Les Béninois et leurs écrivains, Les délices de l'ombre ou Si le CCF n'existait pas....
Elle accepte en outre de participer à des ouvrages collectifs, par exemple Cotonou, regards sur une ville (2001), et surtout La petite fille des eaux (2006), coordonné par Florent Couao-Zotti pour dénoncer le phénomène de vidomègon (les enfants-esclaves du Bénin). L'ouvrage comporte dix chapitres, chacun écrit par un auteur différent. Gisèle Hountondji a rédigé le troisième.